# Лимонный певун
Лимо́нный певу́н, или протонота́риус (лат. Protonotaria citrea) — единственный вид рода Protonotaria семейства древесницевых.

## Описание
Оперение верха оливково-зелёное с голубовато-серыми крыльями и перьями хвоста. На внешних перьях белые пятна. Нижняя сторона жёлтая. У самцов голова жёлто-оранжевая, у самок и молодых птиц жёлтая. В целом оперение у самок и у молодых птиц более матовое. У лимонного певуна в сравнении с телом чёрный длинный, острый клюв, от чёрного до тёмно-серого цвета ноги и чёрные глаза. Его длина составляет около 14 см.

## Размножение
Лимонный певун гнездятся в дуплах деревьев. Наряду с дуплами птицы занимают также скворечники. Время размножения начинается в середине апреля и может продолжаться по июль. Самец на своём участке набивает мхом несколько возможных мест для гнёзда, которые самка рассматривает. Когда самка выбрала гнездо, самец продолжает обустраивать его дальше. Кладка состоит из 4—6 яиц. Высиживание длится от 12 до 14 дней. В выращивании птенцов участвуют оба родителя.

## Питание
Лимонный певун питается насекомыми, которых он ищет в трухлявой древесине, улитками и ракообразными. Зимой нектаром и плодами.

## Распространение
Ареал лимонного певуна — заболоченные леса, преимущественно состоящие из древесины твердой породы и кипарисов, а также области вдоль больших озёр или рек в том числе на юге Миннесоты и Онтарио, а также Центральный Техас и Флорида. На зимовку мигрирует в том числе на юг Мексики в Центральной Америке и на север Южной Америки и часто селятся в мангровых лесах или вдоль атлантического побережья.

## Угрозы
Из-за уничтожения среды обитания путём осушения заболоченных мест или разрушения мангровых лесов вид находится под угрозой. Незначительную угрозу представляет гнездовой паразит буроголовый коровий трупиал (Molothrus ater), который откладывает при случае свои яйца в гнёзда лимонных певунов.